# Daberspitze
Daberspitze, dříve nazývaná také Hohe Säule (Saile), je 3402 m vysoká hora nalézající se v jihozápadní části horské skupiny Venediger. Nachází se ve východní části rakouské spolkové země Tyrolsko, okres Lienz, na západním konci údolí Umbaltal. Severní vrchol má nadmořskou výšku 3330 m, jižní vrchol je vysoký 3402 m. Vrchol má tvar strmé skalní pyramidy a je tvořen deskovitou a drolivou břidlicovou horninou. Jižní vrchol vysílá výrazné hřebeny na sever, jih a západ, severní vrchol také na východ. Některé výstupové trasy vedou přes hřebeny. Na Daberspitze poprvé vystoupil 17. září 1873 Georg Hofmann z mnichovské sekce DAV s horskými vůdci Josefem Bergerem a Johannem Grillem, zvaným Kederbacher.

## Poloha a okolí
Daberspitze leží na jihozápadním konci horské skupiny Venediger a je částečně obklopena ledovci. Na severozápadě leží ledovec Schwarzachkees, na severovýchodě, oddělený severním hřebenem Daberspitzen,ledovec Welitzkees a na jihovýchodě malý ledovec Daberkees. Sousedními horami v severním hřebeni, oddělenými Welitzscharte ve výšce 3181 m, jsou Rötspitze (3496 m), na východě Tredeberspitze (3134 m) a jižní hřeben nese Nördlicher Rotenmannkopf (3127 m). Na východě se oblast svažuje do údolí Umbaltal, na západě do údolí Schwarzachtal. Nejbližší rakouskou obcí je Ströden v údolí Virgental, který leží asi osm a půl kilometru vzdušnou čarou na východ.

## Opěrné body a výstup
Trasa, kterou se vydali první horolezci v roce 1873, vedla od nově postavené chaty Clarahütte po celém jižním hřebeni a trvala asi šest hodin chůze. Dnešní normální trasa, nejjednodušší výstup, používaná od roku 1904, vede po jižním hřebeni pouze v horní části. Jako základna zde slouží také chata Clarahütte ve výšce 2038 m v horní části Umbaltalu. Stezka vede jako vysokohorská túra nejprve západním směrem na malý ledovec Tredeberkees k jižní Tredeberscharte (3080 m). Přes ledovec Daberkees se dosáhne východní stěny vrcholu a horní části jižního hřebene. Stupeň obtížnosti je UIAA I s výškovým rozdílem 1363 m a dobou chůze pět hodin. Alpské lezení se na Daberspitze provozuje od roku 1904. Cesta s obtížností UIAA III vede žlabem východní stěny, který je náchylný ke skalním pádům, a také po severním hřebeni. V letech 1925 a 1938 byly otevřeny dvě cesty stupně UIAA IV přes severozápadní stěnu.

## Galerie

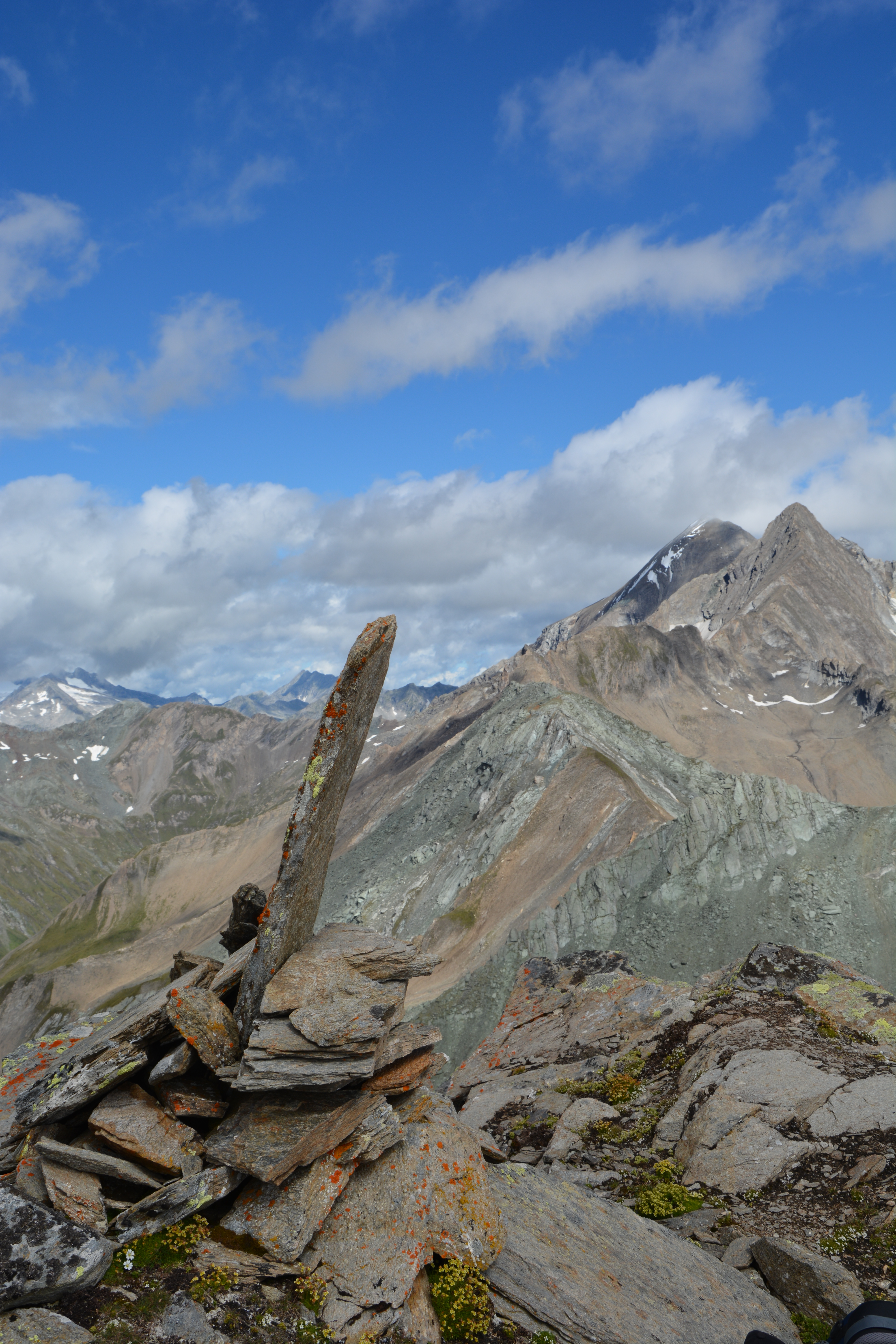
Daber- a Rötspitze
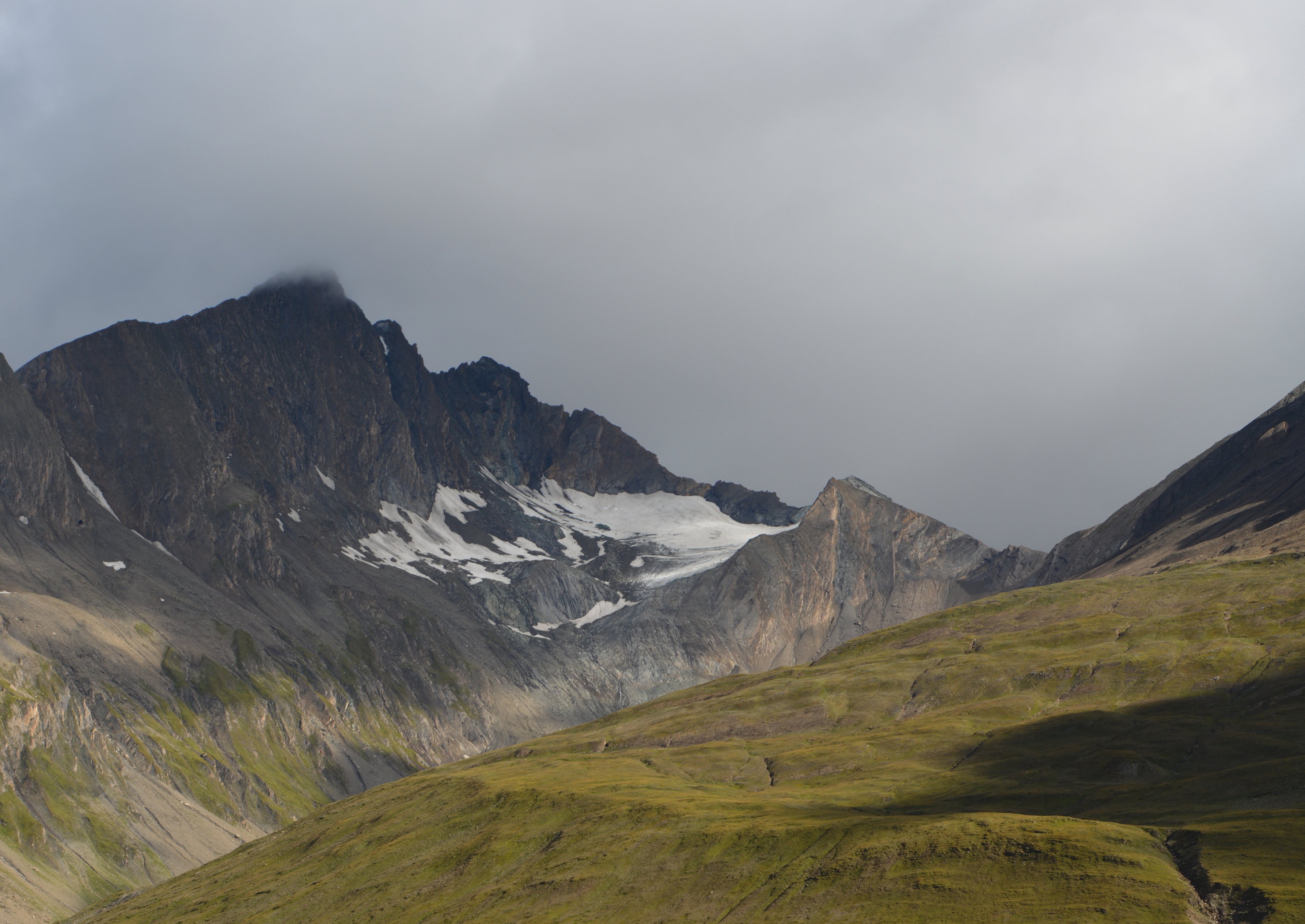
Daber- a Tredeberspitze od jihovýchodu
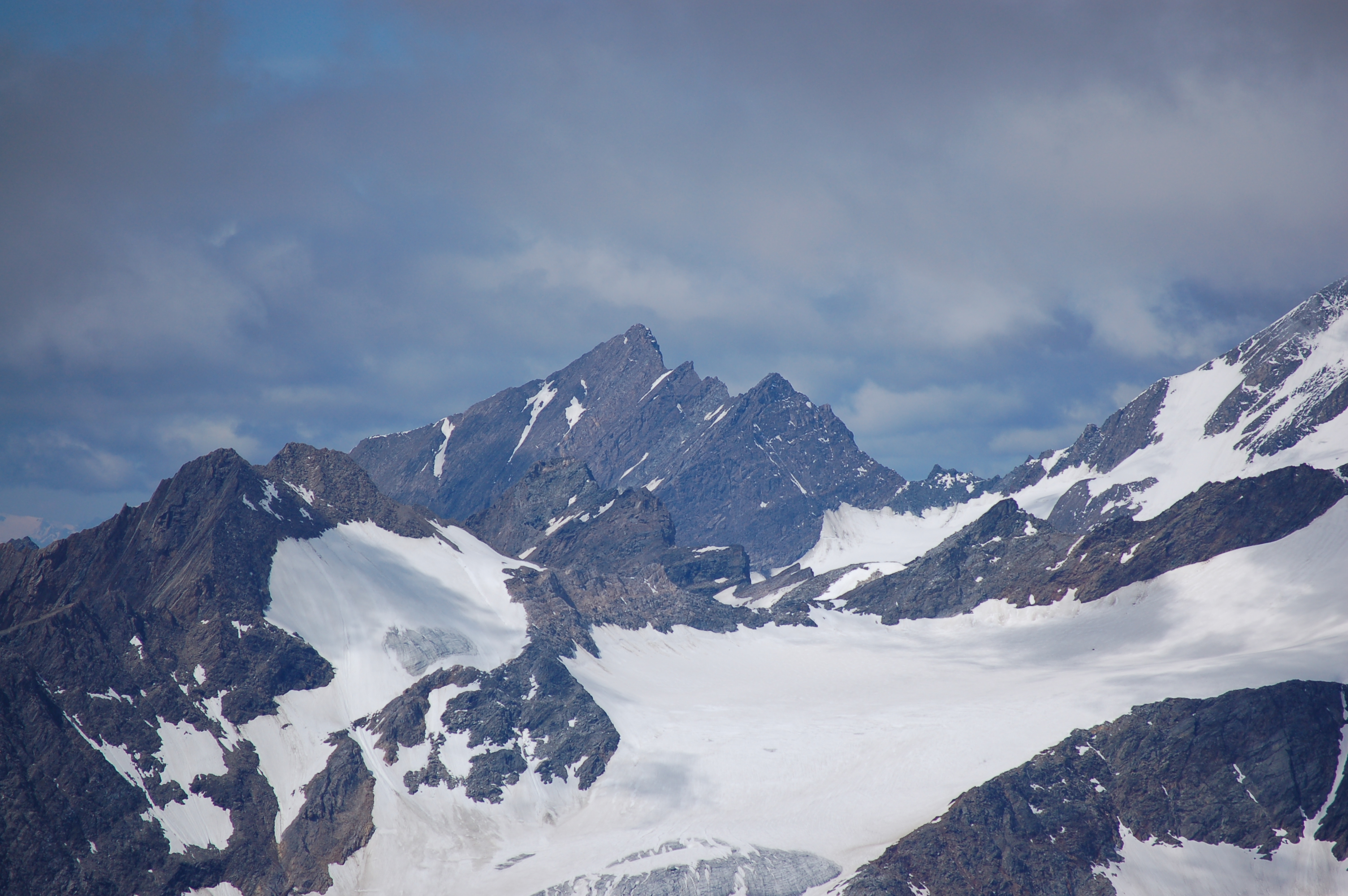
Daberspitze od Weißspitze
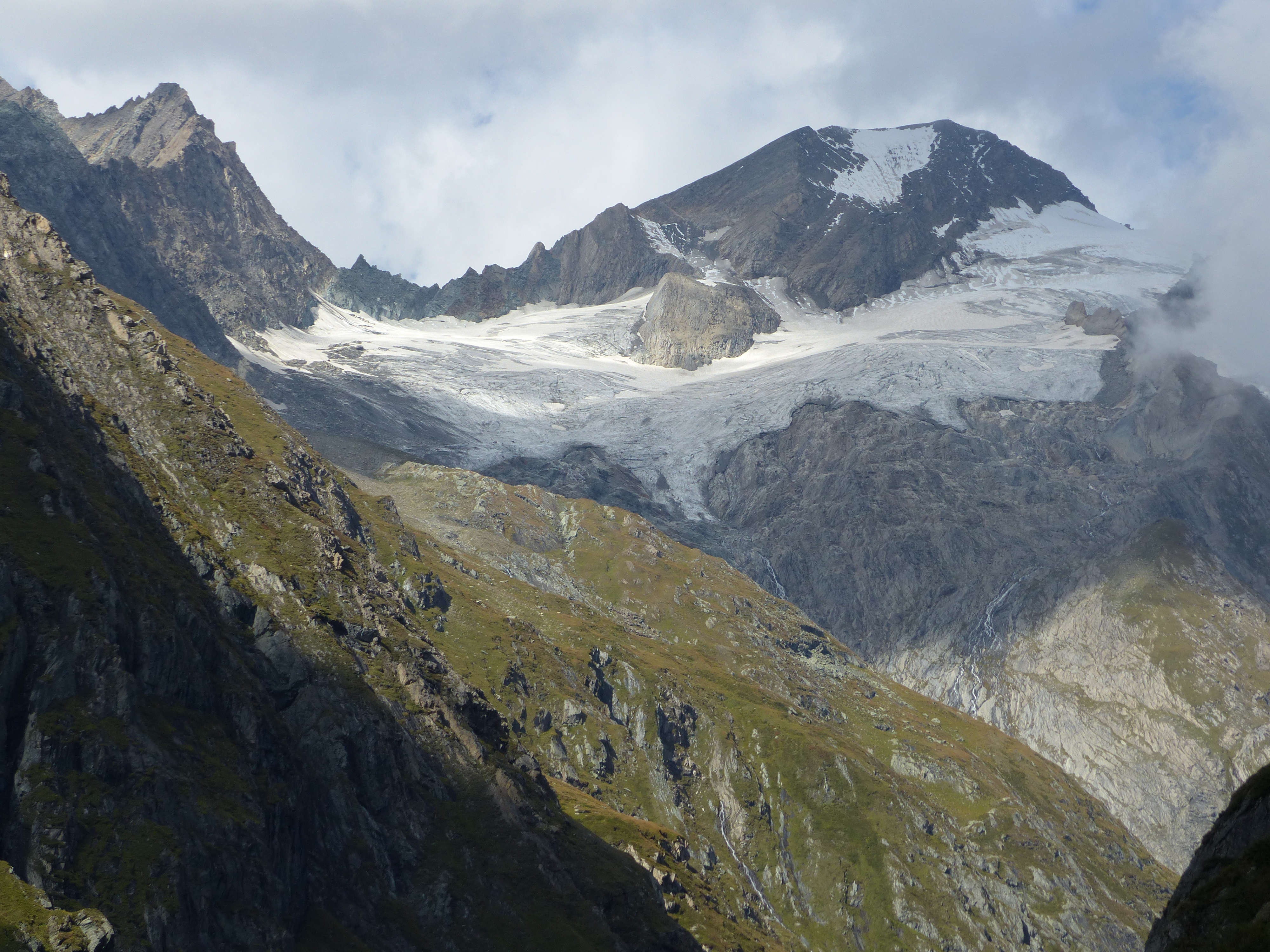
Rötspitze a Daberspitze
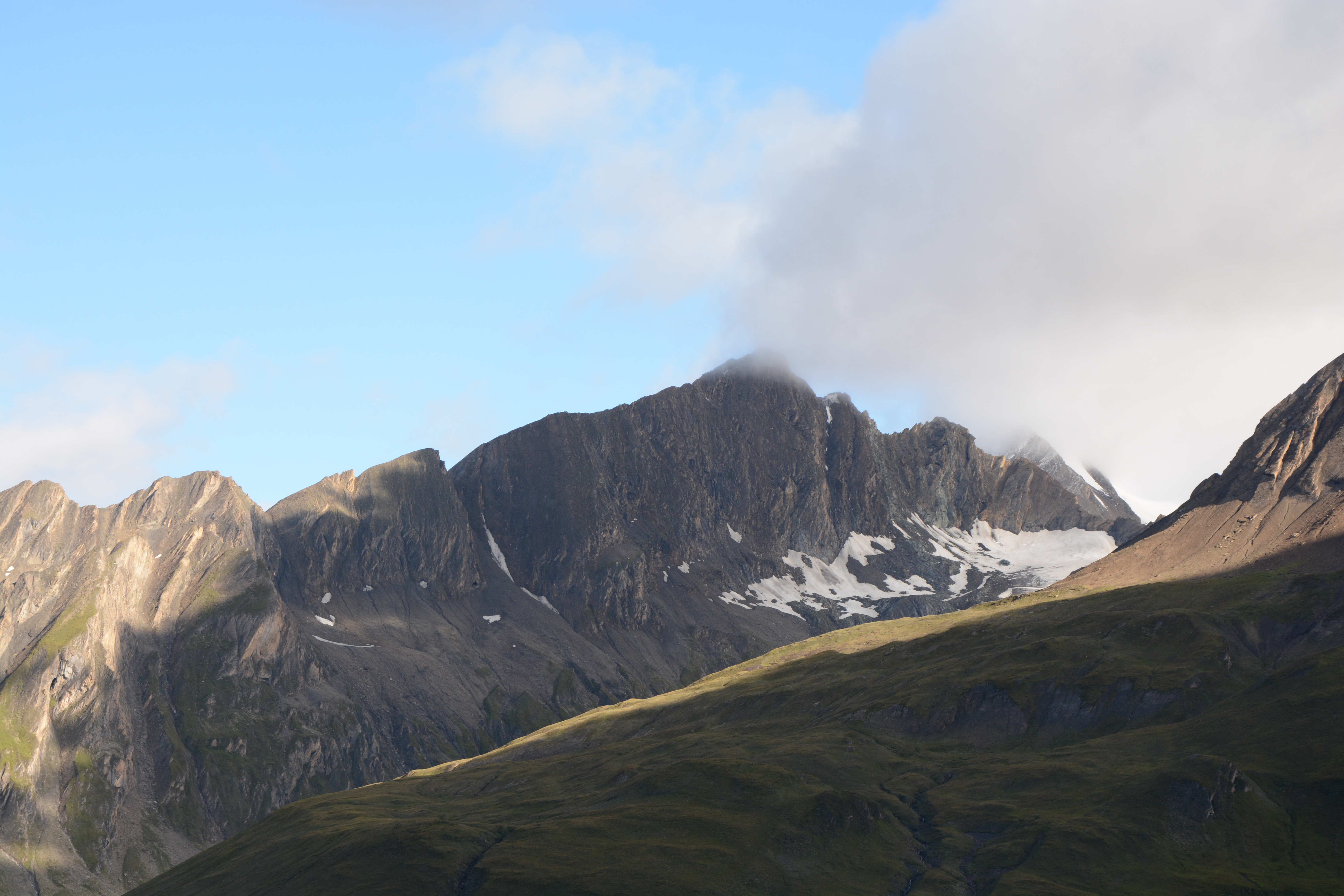
Daberspitze a Rotenmannköpfe
panorama Venedigeru z Rotenmannspitz